# 阿爾默鎮區 (密歇根州)
阿爾默鎮區（英語：Almer Township）是位於美國密歇根州土斯科拉縣的一個特設鎮區。

## 地方資料
阿爾默鎮區的面積為89.70平方千米，當中陸地面積為89.70平方千米，而水域面積為0.00平方千米。根據2020年美國人口普查的數據，當地共有人口1965人，而人口密度為每平方千米21.91人。